# سيدني كوبمان
سيدني آرثر مونكتون كوبمان (21 فبراير 1862 - 11 أبريل 1947) هو طبيب بريطاني ومسؤول طبي رفيع المستوى في وزارة الصحة البريطانية. توفي في مدينة هوف في مقاطعة ساسكس عام 1947 عن عمر ناهز 85 عام.
حصل على ميدالية بوكانان عام 1902، وذلك نظرًا لاستقصاءاته التجريبية في علم البكتيريا وعلم الأمراض المقارنة للتطعيمات.